# Sainte-Eanne

Sainte-Eanne este o comună în departamentul Deux-Sèvres, Franța. În 2009 avea o populație de 667 de locuitori.